# Paula Crespí
Paula Crespí Barriga (Hospitalet de Llobregat, 7 de abril de 1998) es una waterpolista española que juega en la posición de defensora de boya en el CE Mediterrani de la División de Honor femenina y en la selección española.

## Trayectoria
Consiguió la medalla de oro en el Europeo de Budapest 2020 y la de plata en el Mundial de Budapest 2017 y en el de Gwangju 2019.